# Исаковка (Амурская область)
Исаковка — упразднённое село в Бурейском районе Амурской области России. Исключено из учётных данных в 1974 году.

## География
Село располагалось на правом берегу реки Верхний Тюкан, на расстоянии примерно 7 километров (по прямой) к югу от села Родионовка.

## История
По данным 1926 года в Исааковке имелось 21 хозяйство (19 крестьянского типа и 2 прочих) и проживало 123 человека (58 мужчин и 65 женщин). В национальном составе населения преобладали русские. В административном отношении входила в состав Родионовского сельсовета Завитинского района Амурского округа Дальневосточного края.
Решением Амурского исполкома от 7 июня 1974 года № 253, село Исаковка исключено из учётных данных как несуществующее.